# Der Aufstand (1980)
Der Aufstand, spanischer Originaltitel La insurrección ist ein westdeutsch-costa-ricanischer Spielfilm von Peter Lilienthal, der in Nicaragua gedreht wurde und in der Endphase der Nicaraguanischen Revolution 1979 spielt. Die Uraufführung fand am 13. Juni Oktober 1980 in Berlin statt, der Film wurde noch im selben Jahr mit dem Deutschen Filmpreis ausgezeichnet.

## Handlung
Der Soldat Agustin, Fernmelder in der Guardia Nacional de Nicaragua, will einen Wochenendurlaub bei seiner Familie verbringen, die sich in finanziellen Schwierigkeiten befindet. Sein Vater sympathisiert offen mit den aufständischen Sandinisten und macht ihm Vorwürfe wegen seiner Mitgliedschaft in der Guardia, die nur ein Instrument des Diktators Somoza sei. Agustin argumentiert, dass er schließlich mit seinem Sold die Familie finanziere, sogar das Studium seiner Schwester Eugenia, über deren Aufenthalt die Familie keine Auskunft gibt.
Es gelingt der Familie, Agustin zur Desertion zu überreden. Eugenia ist bereits Mitglied der sandinistischen Guerilla. Agustins Desertion ruft die scharfe Reaktion von capitán Fuentes, seinem Vorgesetzten, hervor. Fuentes lässt das Haus von Agustins Familie umstellen und aus den Nachbarhäusern Geiseln heranschaffen, die er zu erschießen droht, falls Agustin sich nicht stellt. Angesichts dieser Situation sieht sich Agustin genötigt, nachzugeben. Im Wohnhaus des Hauptmanns wird bereits die Flucht seiner Familie in die USA vorbereitet. Fuentes bietet Agustin an, ihn zu begleiten. Er könne in den Staaten schnell Englisch lernen und ein Technikstudium absolvieren.
Eine Delegation von Soldatenmüttern erscheint in der Kaserne von Fuentes und bittet ihn, ihre Söhne zu entlassen, da sie sonst im Aufstand getötet werden könnten. Fuentes erklärt ihnen, dass eine Kaserne kein Mädchenpensionat sei, wo man nach belieben ein und ausgehen könne. Wichtiger noch als die Mutter eines Soldaten sei die „Mutter Vaterland“ (Spanisch: madre patria). Er werde Nicaragua nicht den „Sandinokommunisten“ überlassen.
Die Sandinisten beginnen mit dem endgültigen Aufstand. Agustin wird einer Spezialeinheit zugeteilt, den „Schakalen“, die besonders brutal ausgebildet wird. Als er bei einem Einsatz beteiligt ist, bei dem friedliche Kirchenbesetzer massakriert werden, entschließt er sich, diesmal aus eigenem Antrieb, zur Desertion.
Als Fuentes von der Guerilla eingekesselt wird, nimmt er Zivilisten als Geiseln, um mit seiner Militärkolonne zu fliehen. Er trifft auf Agustin, der nun in der Guerilla kämpft. Augustin fällt, Fuentes auch. Dokumentarfilmaufnahmen zeigen den Einmarsch der Sandinisten in Managua, deutlich ist Daniel Ortega zu erkennen.

## Produktionsnotizen
Die Dreharbeiten fanden vom 18. November 1979 bis zum 3. Januar 1980 in Managua sowie León und Umgebung statt. Neben dem ZDF war auch die in San José/Costa Rica ansässige Firma Istmo-Film S.A. an der Produktion beteiligt. Der Film wurde auf 16-mm-Film in Eastmancolor gedreht und auf 35-mm-Film aufgeblasen. Die Schauspieler waren, soweit bekannt, sämtlich Laiendarsteller.
1981 wurde der Film in den USA unter dem Titel The Uprising aufgeführt, in der DDR erfolgte die Aufführung ab dem 17. September 1982.

## Kritik
Gaston Salvatore in: Der Spiegel vom 6. Oktober 1980:
... Dennoch ist Lilienthal gescheitert: "Der Aufstand" ist ein künstlerisches Desaster. Die Gründe für sein Mißlingen sind alles andere als banal. Ich halte es für lohnend, sie zu untersuchen, denn ich habe selten einen politischen Film gesehen, an dem die Schwierigkeiten und Widersprüche des Genres deutlicher und krasser abzulesen wären ... Lilienthal hat sich den Reminiszenzen seiner Darsteller derart hemmungslos anvertraut, daß selbst die einfachsten militärischen Regeln, ohne die keine Guerilla auskommt, außer Kraft gesetzt werden. Auch wenn das Fernsehen als Geldgeber dem Regisseur nicht die Mittel zugebilligt haben mag, die notwendig gewesen wären, um einen Befreiungskrieg regelrecht zu inszenieren: Das Risiko, die blutige Geschichte Nicaraguas in ein Kriegsspiel zu verwandeln, hätte Lilienthal nicht eingehen dürfen.
Ebenso unbedarft wirkt die politische Analyse, die dem Film zugrunde liegt. Vielleicht ist der Ausdruck Analyse hier schon zu hoch gegriffen, wir haben es mit einer schrecklichen Vereinfachung zu tun. Gezeigt wird auf der Leinwand allenfalls der Kampf des Guten gegen das Böse: Gut ist das arme, einfache, arbeitende Volk, böse ist die Nationalgarde ...
Hans C. Blumenberg in: Die Zeit vom 10. Oktober 1980:
... Schon im November 1979 fuhr Lilienthal mit seinem Team (Kamera: Michael Ballhaus) nach Leon, um mit einheimischen Laien den Kampf der sandinistischen Befreiungsfront nachzuzeichnen. Das hätte spannend werden können, aber der Regisseur beschränkt sich darauf, am Beispiel eines klassischen Vater/Sohn-Konflikts (der Alte im Revolutionslager, der Junge in der Somoza-Armee) allzu bekannte Vorgänge zu illustrieren. Die Bösen tragen grüne Uniformen, die Guten bunte Hemden, und da wohl niemand im Publikum auch nur die geringsten Sympathien für den Somoza-Terror hegt, wird das holzschnittartige Revolutions-Fresko bald langweilig. Und zum Hohen Lied der Solidarität fehlt Lilienthal die inszenatorische Kraft.
Ernesto Cardenal, seinerzeit nicaraguanischer Kulturminister, zitiert nach dem Booklet der DVD-Edition:
Dieser Film … ist ein Handbuch der Zärtlichkeit, ist ein Lied an die Liebe, an die Freiheit und den Frieden des Volkes von Nicaragua. Und um diese Sachen zu singen, muss man sie mit dem Gefühl ergreifen, sonst verrät man sie. »Der Aufstand« hat die Revolution in Nicaragua verstanden.

## Überlieferung
Der Film wurde 2011 von Zweitausendeins im spanischen Original mit deutschen Untertiteln auf DVD ediert.